# 費伯 (伊利諾伊州)
費伯（英語：Ferber）是位於美國伊利諾伊州富蘭克林縣的一個非建制地區。該地的面積和人口皆未知。

## 地理
費伯的座標為37°54′25″N 88°44′32″W / 37.90694°N 88.74222°W，而該地的平均海拔高度為155米（即509英尺）。